# Пилипчук Ігор Мар'янович

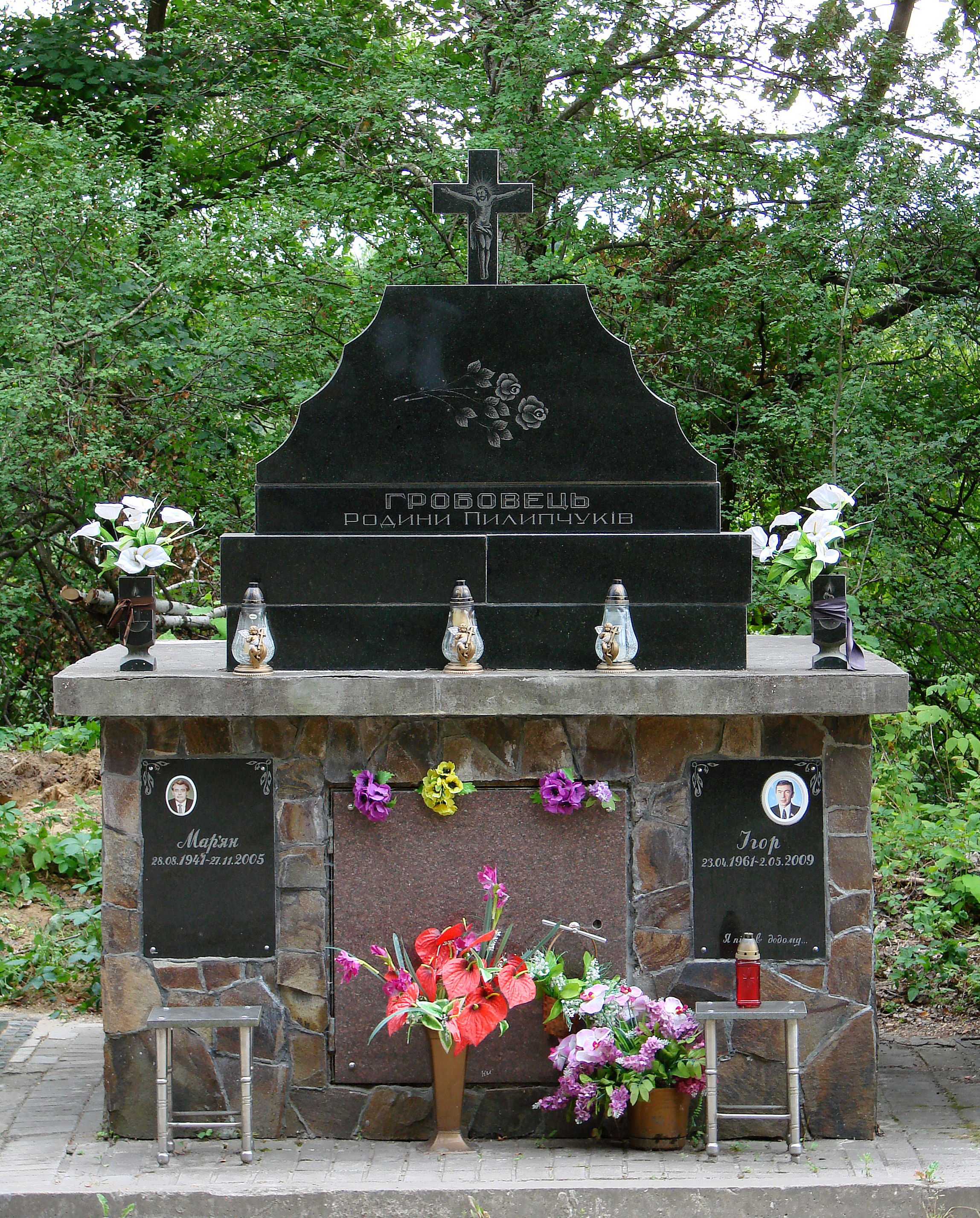

І́гор Мар'я́нович Пилипчу́к (* 23 квітня 1961, Соснівка — † 2 травня 2009, Непал) — український політик. З березня 1998-го по квітень 2002 року — Народний депутат України III скликання.

## Біографія
Народився у 1961 році в м. Соснівка Львівської області. Освіта: Львівський національний університет імені Івана Франка, юридичний факультет (1980—1985); Академія МВС СРСР (м.Москва, 1991—1993).
З серпня 1985 року Ігор Пилипчук — в лавах органів внутрішніх справ, був співробітником тодішнього ОБХСС. У 1991 році направлений на навчання в Академію МВС СРСР, після закінчення якої з 1993 року працює в регіональному управлінні БОЗ МВС України у Львівській області. У 1998 році І. М. Пилипчука обрано депутатом Верховної Ради України (124-й виборчий округ Львівської області), він входив до фракції БЮТ. У парламенті обіймав посаду голови комітету з питань боротьби з організованою злочинністю та корупцією, а також очолював міжпарламентську групу Україна — Польща.
По завершенні депутатської каденції Ігор Пилипчук стає віцепрезидентом корпорації «Екомед» (м. Київ). З березня 2007 року повернувся на службу в органи внутрішніх справ України, очолював УБОЗ УМВС України в Тернопільській та Закарпатській областях..
Ігор Мар'янович Пилипчук був активним громадським діячем, з 2003 року віцепрезидент Федерації легкої атлетики України. У 2007 році наказом міністра МВС України був призначений першим заступником начальника УМВС, начальником УБОЗ УМВС України в Закарпатській області. Останнім часом працював в МВС України (Київ).
Був головним редактором тижневика «Громадський контроль», заст. голови СОУ, головою Львівської обласної організації СОУ. Президент Асоціації. бойових мистецтв Заходу і Сходу (з 1996 року). Член Асоціації правників Львівщини (з 1994 року).
Загинув 2 травня 2009 року в Непалі в результаті нещасного випадку.
Похований у родинному гробівці на Голосківському кладовищі.

## Вшанування
27 червня 2009 року у Червонограді проведено футбольний матч пам'яті Ігоря Пилипчука, який організував його брат Павло. Грали «Шахтар» (Червоноград) і «Металіст» (Харків). 0:4.
22 травня 2010 року у Червонограді проведено другий матч пам'яті Ігоря Пилипчука, зустрічались «Шахтар» (Червоноград) та команда «EVV Eindhoven AV» (Голландія). 9:3.
27 жовтня 2011 року у Соснівці проведено третій матч пам'яті. Зустрічалися «Гірник» (Соснівка) та ветерани «Карпати» (Львів). 6:7.
10 червня 2012 року у Соснівці проведено четвертий матч пам'яті. Грали «Гірник» (Соснівка) — «EVV Eindhoven AV». (Голландія). 8:5.
24 вересня 2013 року у Соснівці проведено п'ятий матч пам'яті. «Гірник» (Соснівка)-ветерани та «Карпати» (Львів) — ветерани. 1:1.
12 вересня 2014 року у Соснівці відбувся шостий матч пам'яті, у якому зустрілися ветеранські команди «Гірник» (Соснівка) та «Сокіл» (Мукачево). 2:1.
19 червня 2015 року у Соснівці пройшов сьомий матч пам'яті між ветеранськими командами «Гірник» (Соснівка) та «Ветеран-наше місто» (Ковель) 2:1.
21 вересня 2016 у Соснівці було проведено восьмий матч пам'яті. Зустрічалися ветерани «Гірник» (Соснівка) — «Самбір» (Самбір). 2:1.
24 вересня 2017 року у Соснівці в дев'ятому матчі пам'яті зіграли юнацькі склади «Рочин» (Соснівка) та «Рух» (Винники).
З 2011 року у Червонограді проводиться чемпіонат Львівської області з легкої атлетики серед юнаків пам'яті Ігоря Пилипчука.
Ігор Пилипчук «Почесний громадянин міста Червонограда» (рішення Червоноградської міської ради від 08.09.2011).

## Нагороди та відзнаки
- Орден «За мужність» III ст. — за вагомий особистий внесок у зміцнення законності і правопорядку, високий професіоналізм[3]
- Почесна грамота Верховної Ради України
- 8 вересня 2011 року Червоноградська міська рада присвоїла Ігорю Пилипчуку звання «Почесний громадянин міста Червоноград»[4]

## Виноски
1. ↑  http://w1.c1.rada.gov.ua/pls/radac_gs09/d_index_arh?skl=3
2. ↑  Екс-нардепа від БЮТ, який загинув у Непалі, підвело спорядження. Архів оригіналу за 5 травня 2009. Процитовано 4 травня 2009.
3. ↑  Указ Президента України № 1355/98 від 18 грудня 1998 року «Про відзначення нагородами України». Архів оригіналу за 22 серпня 2021. Процитовано 18 травня 2014.
4. ↑  Рішення № 144.від 08.09.2011